# هانز فون آخن
هانز فون آخن (بالألمانية: Hans von Aachen) رسام ألماني ولد بمدينة كولونيا سنة 1552م وتوفي سنة 1615 م، اسمه مشتق من اسم مسقط رأس والده، آخن في ألمانيا، وقد أمضى هذا الرسام فترة طويلة في إيطالياو عاش في مدين البندقية بين سنتي 1574-1588، وقام بجولة في فلورنسا وروما خلال تلك الفترة.
عاد إلى ألمانيا في عام 1588 حيث أصبح يعرف جيدا كرسام لوحات للمنازل النبيلة. أنتج أيضا المشاهد التاريخية والدينية وحصل على شهرة واسعة، ورسم العديد من الأعمال لدوق وليام الخامس من بافاريا. تزوج ريجينا، وابنة الملحن دي لاسو أورلاندو في ميونيخ.

## روابط خارجية
- هانز فون آخن على موقع الموسوعة البريطانية (الإنجليزية)
- هانز فون آخن على موقع ديسكوغز (الإنجليزية)